# Gatunek chroniony
Gatunek chroniony – gatunek rośliny, grzyba lub zwierzęcia objęty prawną opieką państwa (ochroną gatunkową). Za jego niszczenie, zrywanie, wykopywanie, zabijanie i tym podobne działania szkodliwe dla jego przedstawicieli przewiduje się określone kary.
Listy gatunków chronionych w Polsce zawarte są w załącznikach do Rozporządzeń Ministra Środowiska.
Wyróżnia się: gatunki pod ścisłą ochroną oraz gatunki pod ochroną częściową. Ochrona ścisła obejmuje cały okres życia osobnika danego gatunku. Ochrona częściowa dotyczy pewnego etapu jego życia np. okresu lęgowego (w okresie lęgowym od 1 kwietnia do 1 sierpnia ochroną objęte są wszystkie gniazda ptaków wraz z otoczeniem, dotyczy to także gatunków niechronionych), okresu tarła lub okresu ciąży i opieki nad młodymi. Dla ryb wyznaczone są wymiary ochronne (w cm), przed osiągnięciem których złowiony okaz musi zostać wypuszczony na wolność. Zwierzęta łowne można zabijać w tzw. sezonie polowań. W szczególnych wypadkach najczęściej na potrzeby nauki lub ze względu na stwarzane niebezpieczeństwo (np. niedźwiedź brunatny grasujący po osiedlu), minister może udzielić zezwolenia na pozyskanie lub odstrzał kilku osobników danego gatunku.
Jest wiele powodów objęcia ochroną gatunkową. Ochrona gatunkowa w średniowieczu najczęściej związana była z ograniczeniem prawa do polowania tylko dla określonego wąskiego kręgu osób (na najrzadsze gatunki mogli polować tylko władcy, czasem też arystokracja) lub mogła dotyczyć gatunków posiadających dużą wartość rynkową.
W Polsce pierwszy akt ochrony przyrody to wprowadzenie przez Bolesława Chrobrego w XI wieku ochrony bobra. Kolejny akt to wprowadzenie ochrony drzew bartnych w 1347 r. przez Kazimierza Wielkiego w Statucie Wiślickim. W 1423 r. Władysław Jagiełło w Statucie Warckim objął prawną ochroną cis pospolity, gatunek będący wówczas podstawowym surowcem do produkcji łuków, kusz i oszczepów. Ten sam władca w 1443 r. ograniczył polowania na dzikie konie, łosie i tury, jelenie. Zygmunt Stary w 1523 roku wprowadził ochronę żubra, sokoła wędrownego, łabędzia niemego oraz utrzymał (potwierdził) ochronę bobra.
Ograniczona liczba polujących wcale nie zapobiegła drastycznemu zmniejszeniu się populacji wyżej wymienionych gatunków i dopiero działania przyrodników w okresie PRL-u doprowadziły do odnowy tych gatunków.
Przykład tura (został wyniszczony głównie przez kłusowników), żubra, bobra pokazuje, że bierna ochrona (sam zakaz) jest mało skuteczny, zwłaszcza jeśli bez przeszkód można niszczyć środowisko, w którym chroniony gatunek żyje. Potrzebne są także aktywne formy ochrony stosowane przez uświadomionych ekologicznie obywateli. Oprócz ochrony gatunkowej, stosuje się ochronę przez tworzenie rezerwatów i parków narodowych.
Podstawą idei ochrony gatunkowej jest zasada maksymalnej bioróżnorodności gatunkowej środowiska. Chroni się każdy gatunek, którego liczebność spada, dodatkowo jednak można też wyróżnić powody bardziej konkretne lub utylitarne objęcia danego gatunku ochroną. Rośliny takie jak: len złocisty i włochaty oraz gatunki dzikich zbóż są chronione, aby zachować pulę genową na potrzeby ważnych gatunków uprawnych. Wiele ptaków, nietoperze, płazy objęto ochroną ze względu na ich owadożerność. Ze względu na znaczenie dla medycyny objęto ochroną takie rośliny jak np.: krwiściąg lekarski, kozłek lekarski. Storczykowate są chronione ze względu na urodę oraz skomplikowany sposób rozmnażania (trudno je hodować poza naturą). Mikołajek nadmorski pełni ważną rolę w umacnianiu wydm nadmorskich. Zmierzchnica trupia główka ma w Polsce północną granicę swego zasięgu – jej ochrona wynika z nadziei, że w którymś pokoleniu pojawią się osobniki bardziej przystosowane do naszego klimatu. W większości przypadków powody ochrony gatunkowej są bardzo istotne, więc stosowanie się do przepisów o ochronie gatunkowej jest bardzo ważne.